# Липа крупнолистная
Ли́па крупноли́стная, или Липа широколи́ственная (лат. Tília platyphýllos) — лиственное дерево рода Липа семейства Мальвовые (Malvaceae); ранее род Липа обычно выделялся в самостоятельное ныне упразднённое семейство Липовые (Tiliaceae).
Классифицировано несколько подвидов:
- Tilia platyphyllos Scop. subsp. pseudorubra C.K.Schneid. = [syn.  Tilia flava Wolny ex Rochel][1]
- Tilia platyphyllos Scop. subsp. cordifolia (Besser) C.K.Schneid.[2]

Однако, сайт IPNI сообщает об ещё одном подвиде — Tilia platyphyllos Scop. subsp. corinthiaca (Bosc ex K.Koch) Pigott.
Синонимы:
- Tilia grandifolia Ehrh.,
- Tilia platyphyllos f. aurea (Loudon) Rehder,
- Tilia platyphyllos var. rubra (Weston) Rehder,
- Tilia rubra DC.

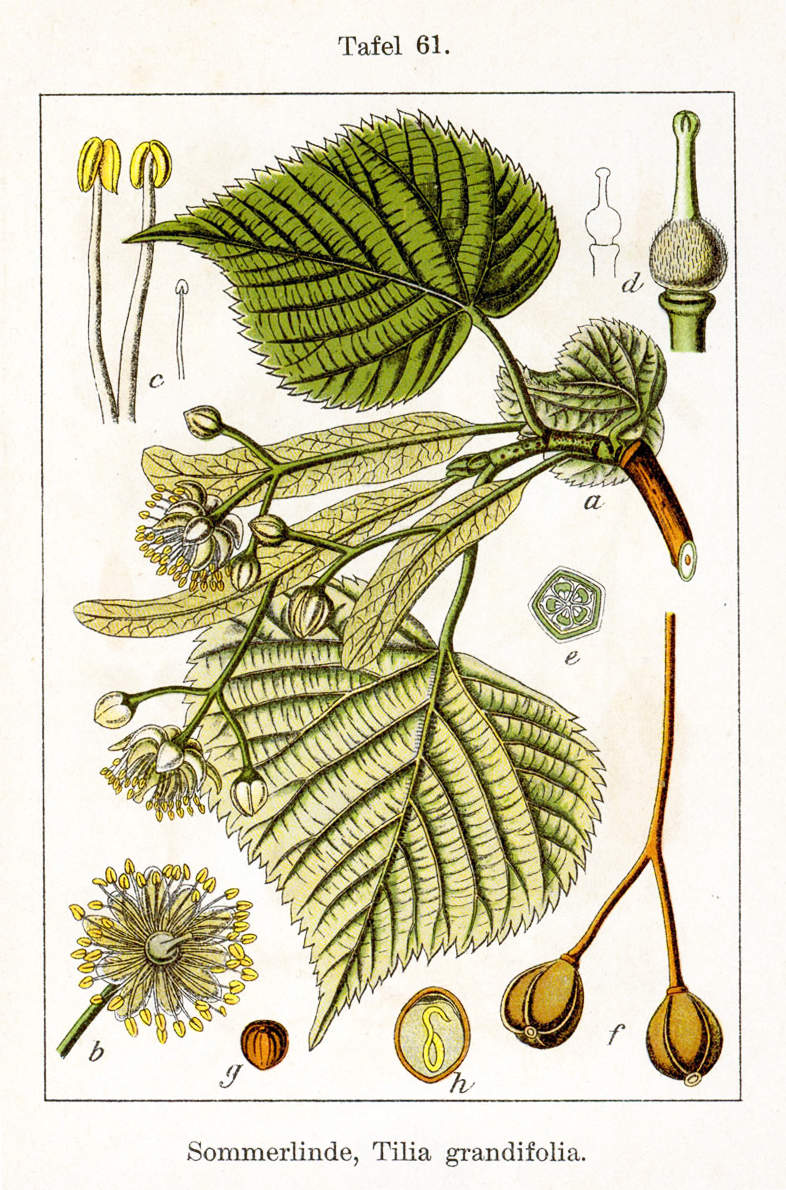
Липа крупнолистная.

Названия на других языках: англ. Large-leaved linden, в.-луж. zažna lipa, дат. storbladet lind, кат. tell de fulla gran, нем. Sommerlinde, нидерл. grootbladige linde, перс. نمدار برگ‌درشت‎, пол. lipa szerokolistna, словен. Lipa, тур. büyük yapraklı ıhlamur, фр. tilleul à grandes feuilles, чеш. lípa velkolistá

## Ботаническое описание
Дерево до 40 м высотой, с густой, широкопирамидальной кроной, с красновато-коричневыми, пушистыми, реже голыми молодыми побегами.
Почки красновато-коричневые, голые.
Листья до 14 см, округло-яйцевидные, сверху тёмно-зелёные, голые, снизу бледнее, с пучками светлых волосков в углах жилок, на черешках 2—6 см длиной. Листья распускаются на две недели позже, чем у липы мелколистной.
Цветки желтовато-кремовые, более крупные, чем у липы мелколистной, но в меньшем количестве в соцветии (2—5), цветёт на две недели раньше липы мелколистной, в начале июня.
Плод — почти шаровидный, войлочно-опушённый орешек с 5 продольными рубчиками и толстой скорлупой.

## Распространение
Естественно произрастает в лесах западной части Украины, в Молдове, на Кавказе, в Северной (Дания), Западной (Швейцария, Нидерланды, Бельгия), Центральной (Австрия, Чехия, Словакия, Венгрия, Польша) и Южной Европе (Турция, Испания, Франция (включая Корсику), Италия, страны бывшей Югославии, Албания, Болгария, Греция, Румыния).
В средней полосе России разводится в садах и парках.

## Применение
Широко применяется в ландшафтной архитектуре и озеленении.
Медонос. Каждый гектар может продуцировать 800—900 кг нектара и 80—100 кг пыльцы. Падевого мёда дает меньше липы мелколистной.